# Агапий (Дрицас)
Епи́скоп Ага́пий (греч. Επίσκοπος Αγάπιος, в миру Але́ксандрос Дри́цас греч. Αλέξανδρος Δρίτσας; род. 17 декабря 1959, Мегара) — архиерей Элладской православной церкви, епископ Кенхреонский, викарий Коринфской митрополии (с 2019).

## Биография
Родился 17 декабря 1959 года в Мегара, в Греции. Приходился племянником старцу Анфиму (Дрицасу) (Άνθιμου Δρίτσα), основателю и настоятелю монастыря Панагии Млекопитательницы в Мегаре (Ιερά Μονή της Παναγίας Γαλακτοτροφούσης Μεγάρων)
В 1978 году поступил и в 1982 году окончил богословский институт Афинского университета.
30 декабря 1984 года был пострижен в монашество в монастыре Панагия Макелларьяс (Калавритская и Эгиалийская митрополия).
24 февраля 1985 года митрополитом Калавритским Амвросием (Ленисом) был рукоположен в сан иеродиакона, а 8 марта 1987 года — в сан иеромонаха. С 1985 года служил проповедником в Калавритской митрополии. В 1991 году был избран игуменом (настоятелем) Воскресенского монастыря в Лутраках (Αναστάσεως Λουτρακίου) в Коринфской митрополии. С 2003 года был эпитропом Коринфской митрополии.
21 марта 2019 года Священным синодом иерархии Элладской православной церкви был избран (61 голосом из 75 избирателей) для рукоположения в сан епископа Кенхреонского, викария Коринфской митрополии (13 бюллетеней было пустыми и 1 — недействительный).
24 марта 2019 года в соборе Святого Апостола Павла в Коринфе был хиротонисан в сан епископа. Хиротонию совершили: митрополит Коринфский Дионисий (Мандалос), митрополит Сироский Дорофей (Поликандриотис), митрополит Халкидский Хризостом (Триандафиллу), митрополит Неврокопский Иерофей (Цолиакос), митрополит Фиванский Георгий (Мандзуранис), митрополит Паронаксийский Каллиник (Деменопулос), митрополит Фессалиотидский Тимофей (Антис), митрополит Карпенисийский Георгий (Рембелос), епископ Олейский Афанасий (Бахос) и епископ Андрусийский Константий (Панайотакопулос).